# لودویک کلمنت
لودویک کلمنت (انگلیسی: Ludovic Clément؛ زادهٔ ۵ دسامبر ۱۹۷۶) بازیکن فوتبال اهل فرانسه است.
از باشگاه‌هایی که در آن بازی کرده‌است می‌توان به باشگاه ورزشی مون‌پلیه و باشگاه فوتبال تولوز اشاره کرد.
وی همچنین در تیم ملی فوتبال مارتینیک بازی کرده‌است.